# Aristidis Baltas

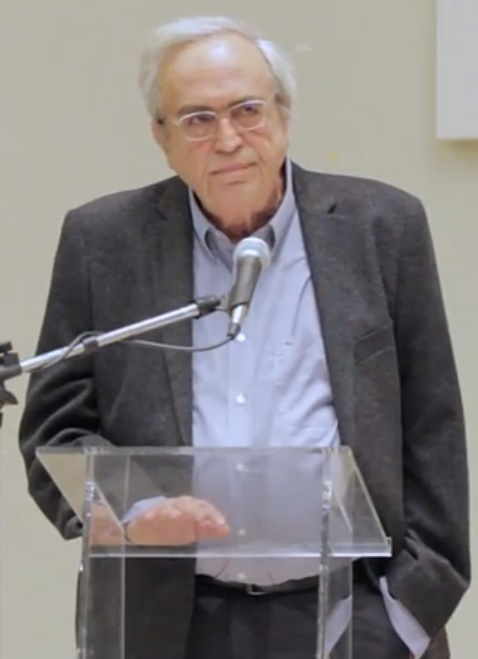
Aristidis Baltas, 2013

Aristidis Baltas (griechisch Αριστείδης Μπαλτάς, * 9. Februar 1943 in Kerkyra) ist ein griechischer Wissenschaftler und Politiker. Er ist Mitglied der Partei SYRIZA. Ab dem 27. Januar 2015 war er Minister für Erziehung, Kultur und Religion im ersten Kabinett Tsipras. Auch dem zweiten Kabinett Tsipras gehört er an.
Von 1962 bis 1967 studierte er Elektroingenieurwissenschaft an der Nationalen Technischen Universität Athen (Polytechnio). Dem schloss er ein Studium der Theoretischen Physik am Laboratoire de Physique Théorique et de Hautes Énergies an der Universität Paris an, an der er 1972 promoviert wurde.
1982 gründete er das interdisziplinäre Programm der Philosophie und der Geschichte der Wissenschaft und Technologie und lehrte zunächst als Dozent, dann als Professor Philosophie und Methodenlehre der Physik an der Physikalischen Abteilung des Polytechnio, unterbrochen durch Forschungsaufenthalte und Gastprofessuren an der London School of Economics (1983), in Pittsburgh (1984/85 und 1985/86), Princeton (1993) und Istanbul (2006).

## Werke
- Scientific controversies: philosophical and historical perspectives. Oxford University Press, 2000 (mit Peter Machamer und Marcello Pera)
- Peeling Potatoes or Grinding Lenses: Spinoza and Young Wittgenstein Converse on Immanence and Its Logic. University of Pittsburgh Press, 2012.